# Wallabag
Wallabag è un insieme di applicazioni libere di lettura asincrona ("read-it later"). Consentono la gestione e la lettura di articoli al di fuori dei siti originali, in un layout omogeneo con contenuti senza distrazioni. Gli articoli possono essere taggati, classificati come preferiti, contrassegnati come archiviati e anche seguiti tramite feed RSS. È possibile anche l'esportazione come e-book. È compatibile con i servizi esistenti Pocket, Readability e Instapaper. Il progetto offre un servizio a pagamento per l'hosting di istanze di Wallabag.

## Hosting
Wallabag è un software che viene installato su un server web ed è disponibile anche come immagine Docker e applicazione YunoHost. Wallabag può anche essere utilizzato ospitato presso i CHATONS, un collettivo creato da Framasoft.

## Applicazioni di terze parti
Wallabag offre app per dispositivi mobili Android, Windows Phone e Windows, Firefox OS e iOS. È disponibile anche un'estensione per i browser Mozilla Firefox, Google Chrome e Opera, oltre ad app per consultare gli articoli sugli e-reader PocketBook e Kobo.

## Cambio di nome e logo
All'inizio del 2014, l'app, denominata in precedenza pocket, ha dovuto cambiare nome e logo a seguito di un conflitto con l'app Pocket.